# Nery Lobos
Nery Lobos (n. Santa Ana, Petén, Guatemala; 15 de abril de 1990) es un jugador de fútbol que juega en la posición de portero, actualmente milita en el club Xelajú Mario Camposeco de la Liga Nacional.

## Trayectoria

### Aurora
Nery empezó jugando a los 16 años en la categoría sub-17 del Club Deportivo Heredia cuando el club se encontraba ubicado en Petén. A la edad de 19 años hizo pruebas para el club Aurora logrando quedarse exitosamente durante 10 años con el club "aurinegro" jugando en Primera División, incluso logrando su primera convocatoria a selección Guatemalteca.

### Xelajú
Nery ficha con Xelajú el 17 de diciembre de 2019, equipó con el que a venido jugando desde entonces.

## Clubes
| Club                   | País      | Año              |
| ---------------------- | --------- | ---------------- |
| Aurora                 | Guatemala | 2009-2019        |
| Xelaju Mario Camposeco | Guatemala | 2020- actualidad |

## Palmarés

### Campeonatos nacionales
| Título                     | Club      | País      | Año  |
| -------------------------- | --------- | --------- | ---- |
| Liga Nacional de Guatemala | Xelaju MC | Guatemala | 2023 |
| Liga Nacional de Guatemala | Xelaju MC | Guatemala | 2024 |